# 이철수 목판글꼴
이철수 목판글꼴은 판화가 이철수의 글자체를 딴 글꼴이다.